# Marx (město)
Marx (rusky Маркс / Marks) je město v Saratovské oblasti v jižním Rusku. Leží na východním břehu Volhy, asi 60 km severovýchodně od Saratova. Žije zde 33 000 obyvatel.

## Dějiny
Město bylo založeno Němci při kolonizaci jižního Ruska v roce 1767 pod názvem Baronsk (podle zakladatele, barona z Brabantu). Bylo nazýváno též Jekaterinstadt. Roku 1919 byl přejmenován na Marxstadt (Марксштадт) a od května 1919 do června 1922 byl hlavním městem ASSR Povolžských Němců (později bylo přemístěno do obdobně přejmenovaného města Engels). V roce 1941, kdy byly v SSSR likvidovány veškeré německé názvy, byla odňata koncovka -stadt a město získalo současný název.

## Současnost
Ve městě je k vidění muzeum historie města a místních Němců, několik kostelů včetně katolického a také mešita. Fungují zde dva velké závody: Volgadizelapparat a Agat, dále též pivovar a další potravinářské podniky. Do Marxu nevede železnice.